# Cassina de' Pecchi
Cassina de' Pecchi là một town and comune in the tỉnh Milano, in Lombardy. The comune is bounded by other communes of Cernusco sul Naviglio, Bussero, Gorgonzola, Melzo và Vignate.